# Sanguinetto
Sanguinetto – miejscowość i gmina we Włoszech, w regionie Wenecja Euganejska, w prowincji Werona.
Według danych na rok 2004 gminę zamieszkiwało 3988 osób, 306,8 os./km².